# Locomotiva Vossloh G2000
La locomotiva G2000 è una locomotiva diesel-idraulica costruita dalla fabbrica tedesca Vossloh Lokomotiven GmbH.

## Storia

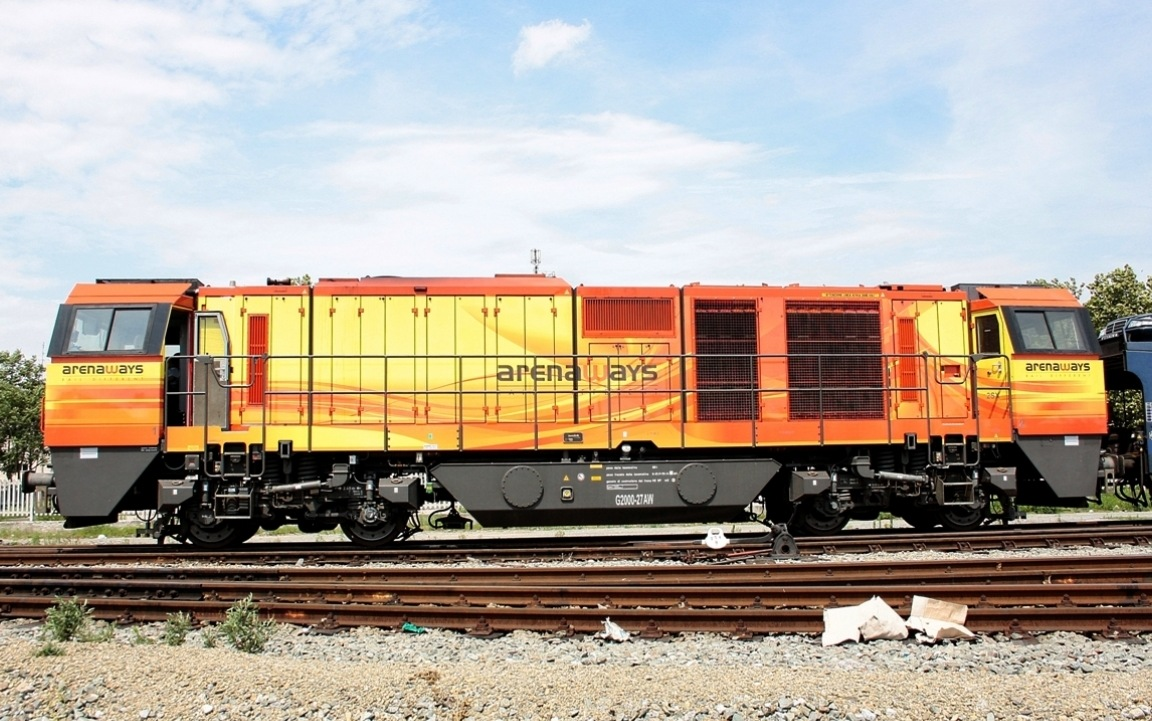
G2000.27 in livrea ArenaWays ad Alessandria nel 2011

La locomotiva G2000 è frutto dello sforzo progettuale della Vossloh che si è avvalsa della pluridecennale esperienza della MaK da essa acquisita. Venne presentata, nella versione a cabina asimmetrica, a Berlino tra i rotabili esposti ad Innotrans 2000, l'esposizione mondiale dei rotabili ferroviari che si tiene ogni 2 anni in Europa.
La versione costruita per il mercato italiano ed acquisita dall'ACT di Reggio Emilia era la "2 BB" a cabine di guida simmetriche, della potenza di 2240 kW ed è in grado di raggiungere i 120 km/h. 
Nel 2004 venne presentata la versione "4 BB", anch'essa a 2 cabine di guida simmetriche, con il motore più potente da 2 700 kW.

## Caratteristiche
La G2000 è una locomotiva Diesel a trasmissione idraulica Voith (azienda), di rodiggio B'B', costruita in 5 allestimenti differenti per le imprese ferroviarie di Germania, Italia, Paesi Bassi, Belgio, Francia, Svezia, Danimarca e Polonia. Le motorizzazioni sono due: Caterpillar a 16 cilindri serie 3516, da 2 240 kW a 1 800 g/min, montato sulle versioni 1 BB, 2BBe 3BB; e MTU da 2 700 kW nelle versioni più recenti 4 BB e 5 BB.
Le 5 varianti sono:
- G2000(-1) BB: a 1 cabina di guida, asimmetrica, da 2 240 kW
- G2000-2 BB: a 2 cabine di guida, simmetrica, 2 240 kW, per l'Italia
- G2000-3 BB: a 2 cabine di guida, simmetrica, 2 240 kW, per il mercato tedesco
- G2000-4 BB: a 2 cabine di guida, simmetrica, 2 700 kW
- G2000-5 BB: a 2 cabine di guida, simmetrica, 2 700 kW, per il mercato scandinavo

La locomotiva è accoppiabile a comando multiplo con altra G2000 ed è radiocomandabile durante le operazioni di manovra. È dotata di sistemi di controllo che permettono l'impostazione della velocità e di monitor diagnostico. Le cabine sono climatizzate.

## Diffusione

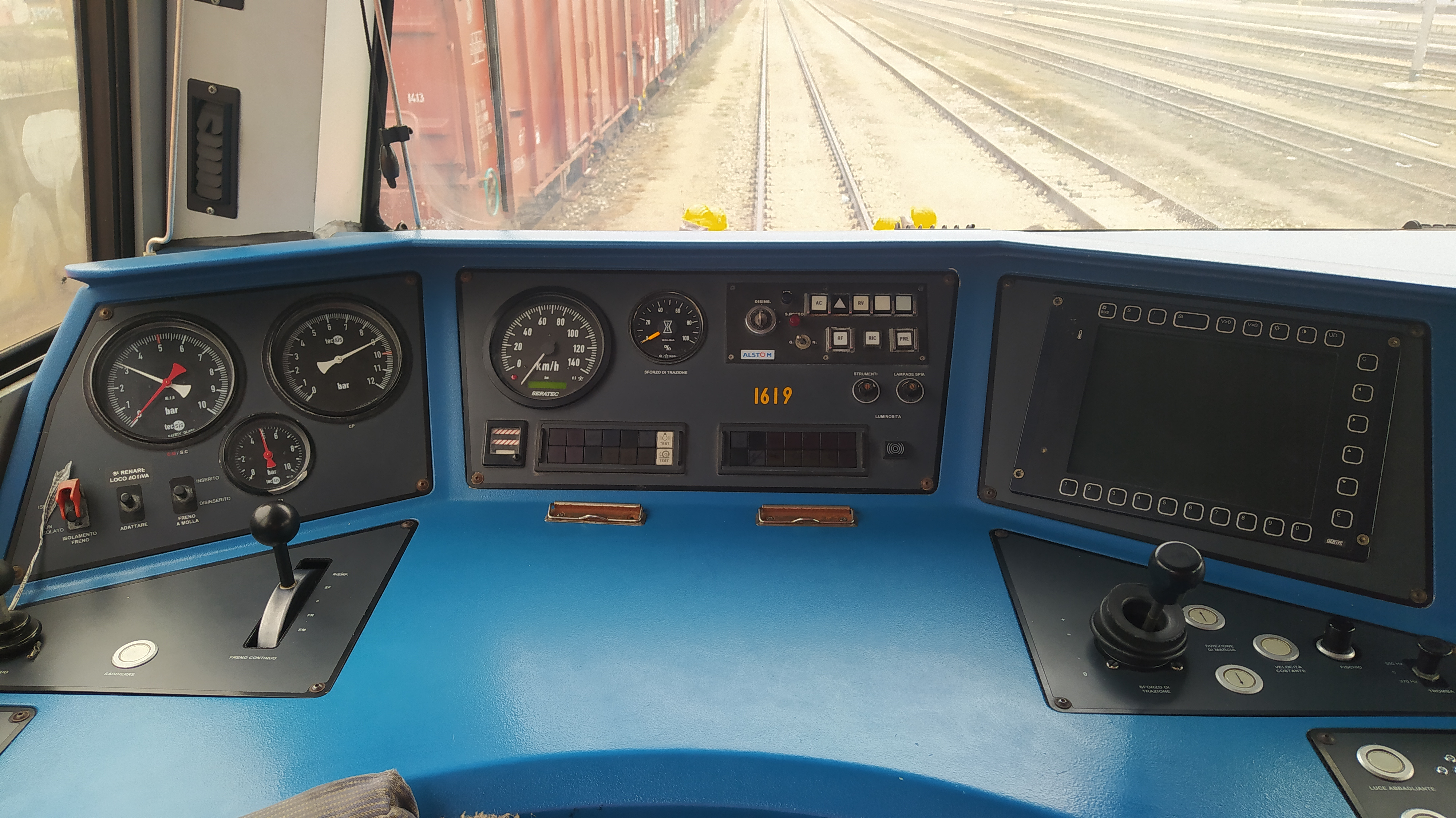
Banco di manovra della G2000.31 in sosta nella stazione di Reggio Emilia, notare la vecchia strumentazione pre-SCMT e il cruscotto separato per la RSC

Le locomotive vennero man mano inserite nell'esercizio in servizio presso varie società, quali ad esempio:
- ACT: 11 unità immatricolate G2000.14÷24 AT, confluite nel parco rotabili Dinazzano Po
- SBB Cargo: inizialmente 6 unità immatricolate G2000.05÷10 SR, vengono utilizzate solo le unità 05, 06 e 07;
- Ralion Italia: 1 unità immatricolata G2000.03 SF + 11 unità immatricolate G2000.26÷36 SF; molte di queste unità sono state restituite mentre alcune sostano nel deposito locomotive di Asti pur non essendo utilizzate da parecchio tempo. I mezzi 30,31,33,34 sono confluiti in uso a Dinazzano Po.
- Mercitalia Shunting & Terminal: 2 unità immatricolate G2000.01-02 SE;
- Impresa Ferroviaria Italiana: 2 unità immatricolate G2000.51-52 DG, non in servizio a causa del fallimento della società. La G2000 52 è stata in seguito venduta ad una compagnia ferroviaria araba;
- DB Schenker: 1 unità immatricolata G2000.03 NC (ex SF) + G2000.36 NC a noleggio, provenienti dal parco Railion.
- NTV ha noleggiato quattro locomotive Vossloh G.2000 stazionate presso Roma, Bologna, Napoli e Milano.